# Zygmunt Kawecki (szermierz)
Zygmunt Kawecki (ur. 6 listopada 1942 w Warszawie) – polski szermierz, trener, olimpijczyk z Meksyku 1968 i Monachium 1972.
Specjalizował się w szabli. Zawodnik Warszawianki. Pierwszy swój znaczący sukces odniósł w mistrzostwach świata juniorów w roku 1962 zajmując 4. miejsce indywidualnie.
Wielokrotny medalista mistrzostw Polski:
- złoty
  - drużynowo w latach 1967, 1971, 1973,
- srebrny
  - drużynowo w latach 1964–1966, 1968–1970, 1972,
- brązowy
  - indywidualnie w latach 1968, 1970, 1972,
  - drużynowo w latach 1974, 1976

Medalista w szablowym turnieju drużynowym – srebrny mistrzostw świata w 1969 roku i brązowy w roku 1970. Uczestnik turniejów drużynowych mistrzostw świata w latach: 1965 – 5. miejsce, 1966 – 5. miejsce, 1967 – 4. miejsce i 1971 – 4. miejsce.
Na igrzyskach olimpijskich w 1968 był członkiem drużyny (partnerami byli: Józef Nowara, Emil Ochyra, Jerzy Pawłowski, Franciszek Sobczak) szablistów, która zajęła 5. miejsce. Na igrzyskach olimpijskich w 1972 był członkiem drużyny (partnerami byli: Józef Nowara, Janusz Majewski, Jerzy Pawłowski, Krzysztof Grzegorek) szablistów, która zajęła 5. miejsce.